# Arno Motor
Die Arno Motor Co. Ltd. war ein britischer Automobilhersteller, der nur 1908 in Coventry (Warwickshire) ansässig war.
Der Arno war ein Luxuswagen mit Sechszylinder-Reihenmotor. Der Hubraum betrug 5.881 cm³ und die Leistung 35 bhp (26 kW).

## Quelle
- David Culshaw & Peter Horrobin: The Complete Catalogue of British Cars 1895–1975. Veloce Publishing plc. Dorchester (1997). ISBN 1-874105-93-6